# 克里斯托弗·里夫
克里斯托弗·德奧利爾·里夫（英語：Christopher D'Olier Reeve，1952年9月25日—2004年10月10日），美國電影男演員、電影導演、作家，在電影《超人》中扮演超人/卡-艾尔/克拉克·肯特而聞名。

## 生平
1974年時畢業於康乃爾大學，擁有藝術學士的學位，之後又進入紐約朱利亞德學院就讀，與另一位知名男演員羅賓·威廉斯是同學也是摯友。
1978年首次主演科幻影片《超人系列电影》的男主角「超人」，並由此而一炮走紅。1995年在參加一次馬術比賽時發生意外，脊椎嚴重受傷，全身癱瘓。此後，投身於社會公益事業，致力於推動幹細胞研究事務，並經常舉辦巡迴演講。

## 去世與緬懷
2004年10月9日時，因為心肌梗塞陷入昏迷，並於隔日逝世，享年52歲。電視劇《超人前傳》第4季的第4集《全心奉獻》在播畢後出現了緬懷李維的字樣，寫著「他讓我們相信人是可以飛翔的」。

## 演出作品
- 《死亡潛航（英语：Gray Lady Down）》（1978年）
- 《超人》（1978年）
- 《超人II》（1980年）
- 《時光倒流七十年》（1980年）
- 《死亡計中計（英语：Deathtrap (film)）》（1982年）
- 《神與慾（英语：Monsignor (film)）》（1982年）
- 《超人III》（1983年）
- 《波士頓人 (電影)（英语：The Bostonians (film)）》（1984年）
- 《淩雲壯誌（英语：The Aviator (1985 film)）》（1985年）
- 《惡街實況（英语：Street Smart (film)）》（1987年）
- 《超人IV：寻求和平》（1987年）
- 《頭條大新聞（英语：Switching Channels）》（1988年）
- 《大人別出聲（英语：Noises Off (film)）》（1992年）
- 《告別有情天》（1993年）
- 《愛得沒話說（英语：Speechless (1994 film)）》（1994年）
- 《準午前十時》（1995年）
- 《絕對嫌疑（英语：Above Suspicion (1995 film)）》（1995年）
- 《超人前傳 (第二季)》（2003年）
- 《超／人：克里斯多夫李維傳奇故事》（2024年，李維本人的相關事蹟紀錄片）

## 著作
- 《依然是我》（Still Me）

## 扩展阅读
- CapedWonder Superman Imagery, created by Jim Bowers.
- Christopher Reeve Homepage
- Reeve, Christopher. . Random House. 1998. ISBN 0-679-45235-4.
- Reeve, Christopher. . Random House. 2004. ISBN 0-345-47073-7.

## 外部連結
维基共享资源上的相關多媒體資源：克里斯托弗·里夫
- 克里斯托弗·里夫在互联网电影资料库（IMDb）上的資料（英文）
- TCM电影资料库上克里斯托弗·里夫的资料（英文）
- 互聯網百老匯資料庫（IBDB）上克里斯托弗·里夫的資料（英文）
- 互联网外百老汇数据库（IOBDB）上克里斯托弗·里夫的資料（英文）
- 在Find a Grave上的克里斯托弗·里夫